# 群馬大学共同教育学部附属特別支援学校
群馬大学共同教育学部附属特別支援学校（ぐんまだいがくきょうどうきょういくがくぶふぞくとくべつしえんがっこう）は、群馬県前橋市に所在し、群馬大学共同教育学部に附属する国立特別支援学校。

## 沿革
- 1958年5月1日 - 群馬大学学芸学部附属中学校に特殊学級1学級を仮設置。
- 1959年4月1日 - 群馬大学学芸学部附属中学校に特殊学級1学級を設置認可。
- 1961年4月1日 - 群馬大学学芸学部附属中学校に特殊学級3学級となる。
- 1966年4月1日 - 群馬大学教育学部附属中学校（特殊学級）となる。群馬大学教育学部附属小学校に特殊学級1学級を認可。
- 1974年4月1日 - 群馬大学教育学部附属小学校、特殊学級3学級となる。
- 1979年4月1日 - 群馬大学教育学部養護学校設立。
- 1980年4月1日 - 高等部認可。
- 1983年12月 - 第1回附養まつり開催。 （以降今日まで毎年開催）
- 2004年4月1日 - 国立大学法人群馬大学に移管。
- 2007年4月1日 - 群馬大学教育学部附属特別支援学校と改称。
- 2020年4月1日 - 群馬大学共同教育学部附属特別支援学校と改称。

国立で唯一、附属小学校と同じ敷地内にあり校舎や運動場を共有している。このため同敷地内は、「群馬大学教育学部附属学校」という名前が使われる。

## 教育目標
- 健康で、人と調和でき、自分から豊かな生活を築いていく能力を身につけ、よりよい社会的自立ができる児童生徒を育成する。

## 特色
主として群馬大学教育学部と連携した、全国的な視野に立った教育研究の公開研究会の実施（実証校）、幼稚園・小学校・中学校・特別支援学校間の交流教育の実施を目的に設置された、群馬県内一の教育研究機関としての特別支援学校。そのため、児童だけでなく、特別支援学校教員の養成をも目的とした教育がなされており、県内では珍しい独自の教育課程、インターネットにおける教育現場の公開、一人一人の児童生徒の教育的ニーズにこたえる教育課程の編成などを行っている。他の公立学校と授業進度・内容を変えて、研究のデータとして利用されている。

## 学部
- 小学部
- 中学部
- 高等部

## 所在地
- 〒371-0032　群馬県前橋市若宮町2丁目8番1号

## 系列校
国立大学法人群馬大学
- 群馬大学
- 群馬大学共同教育学部附属中学校
- 群馬大学共同教育学部附属小学校
- 群馬大学共同教育学部附属幼稚園